# Malung
För andra betydelser, se Malung (olika betydelser).
Malung är en tätort i Dalarna och centralort i Malung-Sälens kommun, Dalarnas län, med drygt 5 000 invånare (2020). Genom Malung flyter Västerdalälven. Svenska dansbandsveckan, Sveriges största dansbandsvecka, sätter sin prägel på Malung sommartid.

## Historia

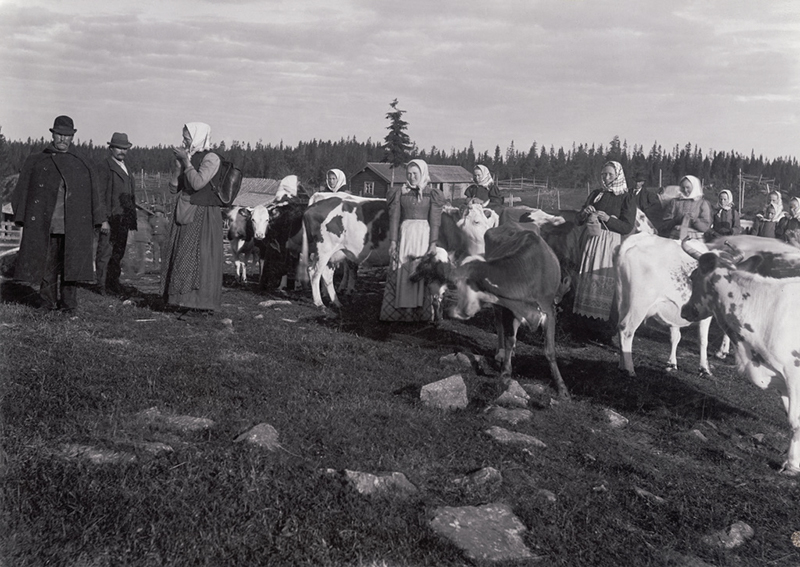
Myckelbergs fäbodar i Malung 1901.

Malung nämns redan i kung Sverres saga som troligtvis är från 1200-talet. Det framgår att Sverre reste igenom "Molungr" 1177. Malung är alltså den första platsen i Dalarna som nämns i skrift. I den norske kung Sverre Sigurdssons saga berättas att Malung år 1177 fortfarande var hedniskt och löd under sveakungen. Det berättas att man aldrig hade sett en kung men kung Sverre togs emot väl och malungsfolket hjälpte Sverre och hans mannar att fortsätta sin resa upp mot Härjedalen. År 1818 beskrivs det totala utsädet som 1300 tunnor och folkmängden räknad år 1810 var 3540, varav 2883 hörde till huvudförsamlingen i "Öfra Malung" socken och de resterande 657 till "Ytter-Malung" socken.
Kvarnstensbrottet som finns beläget öster om Malung har anor från 700-talet. Kvarnstenarna som bröts i Malung beskrivs 1818 vara av god kvalité och ha en diameter om 4,5 och 5 fot.
Malung är kyrkby i Malungs socken och ingick efter kommunreformen 1862 i Malungs landskommun. I denna inrättades för orten 14 januari 1931 Malungs  municipalsamhälle vilket upplöstes 31 december 1957. Orten ingår sedan 1971 i Malung-Sälens kommun, före 2008 benämnd Malungs kommun.

## Etymologi
Namnet Malung betyder "inbyggare på sandig/grusig mark", där förleden "mal" betyder sand, grus eller småsten. Efterleden, "ung", är dialektalt för "ing" (inbyggare). 

## Bebyggelse
I byn Myckelbyn i Malung ligger Malungs kyrka som är byggd i mitten av 1200-talet.
Malung består av många små byar som tillsammans bildar Malung. Byarna är från norr till söder: 
Östra sidan: Wallerås, Mobyn (Norra Mon, Mellan Mon, Södra Mon), Lillmon, Albacken (ligger öster om lillmon), Grönland, Åsbyn, Backbyn, Myckelbyn (Kyrkby), Holarna (ligger öster om Myckelbyn), Grimsåker och Östra Utsjö. 
Västra sidan: Gärdås, Jägra, Idbäck, Romarheden, Hole, Storbyn, Grimsmyrheden, Tällbyn, Böle och Västra Utsjö. 

## Näringsliv
Malung har gamla anor inom skinnberedning och tillverkning av skinnkläder. Skinnindustrin dominerade näringslivet till början av 1980-talet. Företaget Jofa grundades 1926 i Malung och hade tillverkning av sportutrustning fram till 2012. Mellan 1965 och 2003 hade EA Rosengrens tillverkning av kassaskåp i Malung.

### Bankväsende
Kristinehamns enskilda bank och Kopparbergs enskilda bank öppnade varsitt kontor i Malung år 1896. Den år 1918 bildade Övre Västerdalarnes bank hade också ett kontor i Malung. Kristinehamnsbanken uppgick år 1911 i Wermlands enskilda bank medan de andra två uppgick i Göteborgs bank på 1920-talet. Wermlandsbankens kontor övertogs år 1936 av Svenska Handelsbanken. Även Kopparbergs läns sparbank hade ett kontor i Malung.
Nordea stängde sitt kontor på Lisagatan i Malung i september 2016. Den 6 april 2018 stängde även Swedbank. Därefter fanns Handelsbanken kvar i Malung. Även Länsförsäkringar erbjuder banktjänster på orten.

## Demografi
| Befolkningsutvecklingen i Malung 1960–2020 | Befolkningsutvecklingen i Malung 1960–2020 | Befolkningsutvecklingen i Malung 1960–2020 | Befolkningsutvecklingen i Malung 1960–2020 | Befolkningsutvecklingen i Malung 1960–2020 |
| ------------------------------------------ | ------------------------------------------ | ------------------------------------------ | ------------------------------------------ | ------------------------------------------ |
|                                            |                                            |                                            |                                            |                                            |
| År                                         |                                            |                                            | Folkmängd                                  | Areal (ha)                                 |
| 1960                                       | 1960                                       |                                            | 5 500                                      |                                            |
| 1965                                       | 1965                                       |                                            | 5 784                                      |                                            |
| 1970                                       | 1970                                       |                                            | 6 028                                      |                                            |
| 1975                                       | 1975                                       |                                            | 6 211                                      |                                            |
| 1980                                       | 1980                                       |                                            | 6 114                                      |                                            |
| 1990                                       | 1990                                       |                                            | 5 667                                      | 915                                        |
| 1995                                       | 1995                                       |                                            | 5 510                                      | 935                                        |
| 2000                                       | 2000                                       |                                            | 5 176                                      | 935                                        |
| 2005                                       | 2005                                       |                                            | 5 146                                      | 942                                        |
| 2010                                       | 2010                                       |                                            | 5 126                                      | 939                                        |
| 2015                                       | 2015                                       |                                            | 4 927                                      | 1 047                                      |
| 2020                                       | 2020                                       |                                            | 5 014                                      | 1 048                                      |
|                                            |                                            |                                            |                                            |                                            |

## Kommunikationer

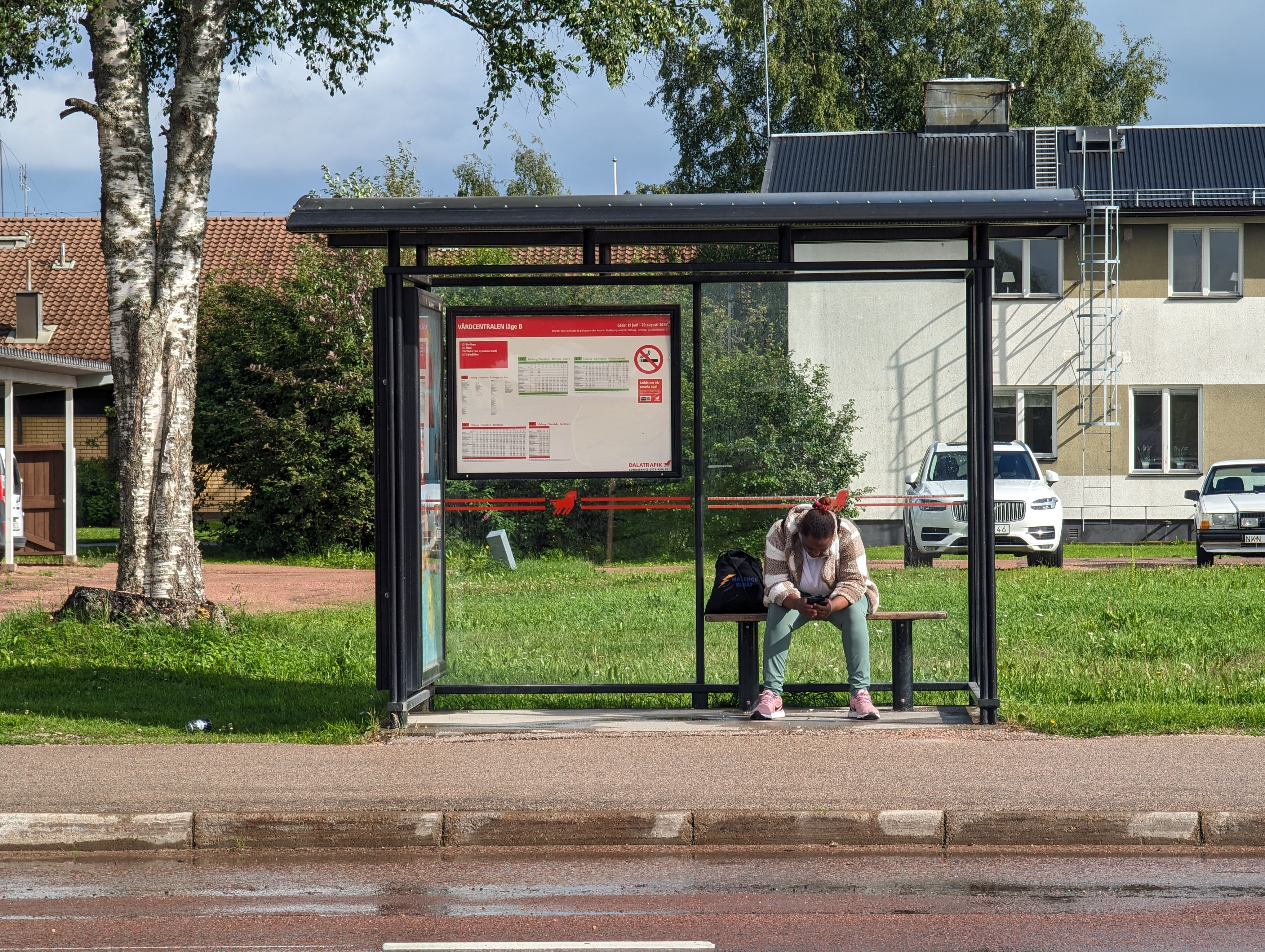
Busshållplats Vårdcentralen i Malung.

Vägarna E45, E16 och Riksväg 66 möts i Malung. Persontågen på Västerdalsbanan hade sin ändstation i Malung. Stationen öppnade den 15 september 1892 och lades ned för  persontrafik den 10 december 2011. Dalatrafiks busslinjer förbinder idag Malung med Borlänge  och Mora.

## Utbildning
I Malung finns Malung-Sälens gymnasieskola som har alpinskid och snowboardgymnasium, och är Sveriges första ishockeygymnasium för tjejer. Malungs folkhögskola har kurser i bland annat folkmusik.

## Evenemang

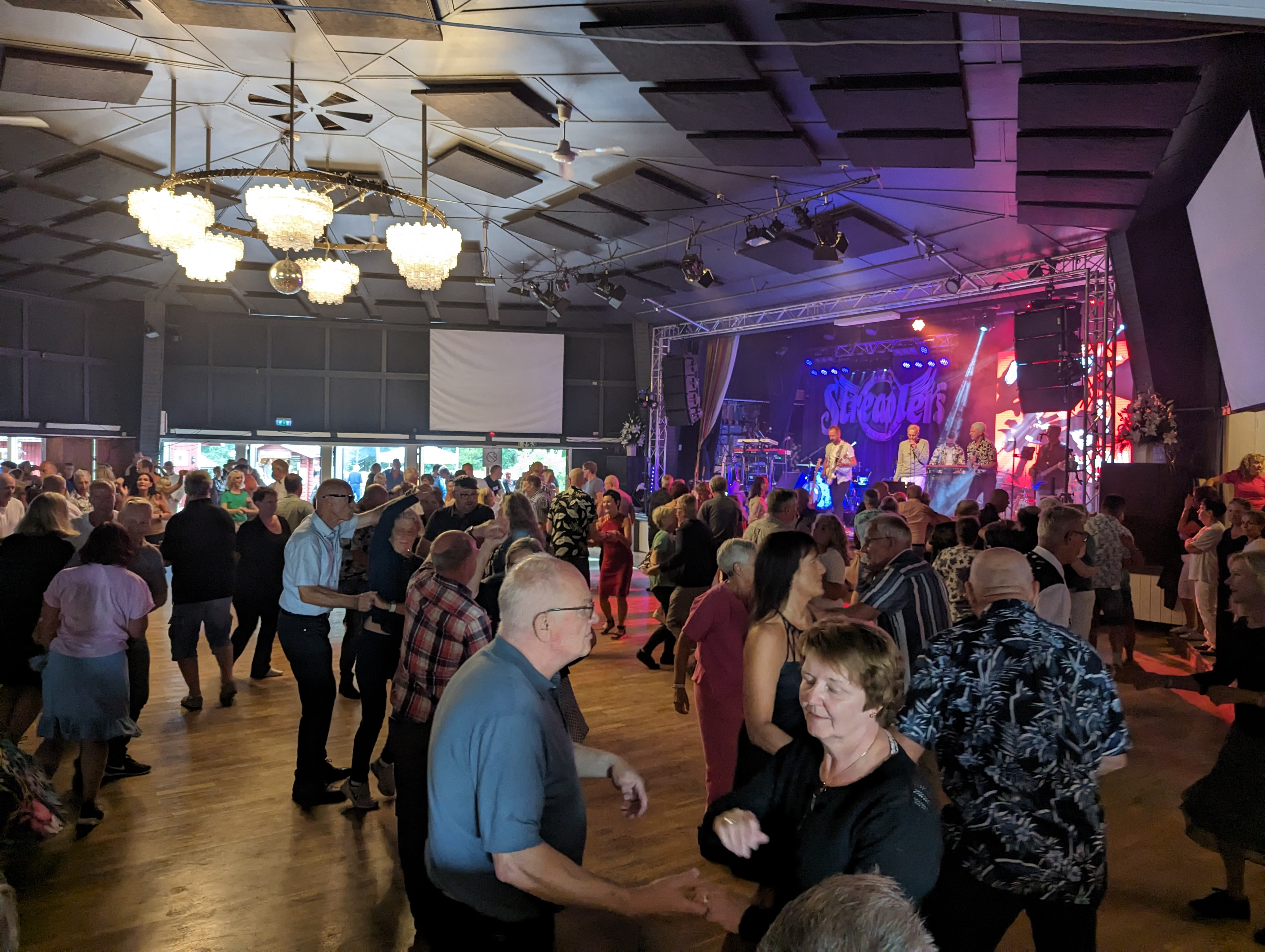
Uppträdande och dansande besökare under Svenska dansbandsveckan 2023.

Svenska dansbandsveckan, Sveriges största dansbandsvecka, sätter sin prägel på Malung sommartid. Arrangemanget genomförs regelbundet vecka 29 varje år och inleds alltid med Guldklaven, den svenska dansbandsbranschens pris. Svenska Dansbandsveckan genomfördes första gången 1986 och numera sätter den sin prägel på hela Malungsbygden. Under våren 2011 och januari 2012 sändes TV-serien På väg till Malung som handlar om sidoaktiviteter utanför dansbanan med några glimtar från själva dansen.
Bygdespelet Skinnarspelet är ett annat årligt sommararrangemang i Malung. Världens största LAN-party, Dreamhack startades dessutom i Malung.

## Personligheter
- Stina Nilsson (född 1993), längdskidåkare.
- Sofia Rönnegård (född 1974), skådespelerska född i Malung.[23]
- Sven Jerring (1895–1979), radioman.
- Jon Knuts (född 1991), hockeyspelare.
- Aino Trosell (född 1949), författare.
- Niss Oskar Jonsson (1909-2002), företagare och grundare av JOFA.
- Kalle Almlöf (född 1947), fiolspelman (riksspelman).